# Makkarajärvi (sjö i Finland)
Makkarajärvi är en sjö i Finland. Den ligger i kommunen Siikais i landskapet Satakunta, i den sydvästra delen av landet, 240 km nordväst om huvudstaden Helsingfors. Makkarajärvi ligger 62 meter över havet. Arean är 7,5 hektar och strandlinjen är 1,69 kilometer lång. Sjön  ingår i Karvia å huvudavrinningsområde.   I omgivningarna runt Makkarajärvi växer i huvudsak blandskog.